# Омаров, Гаджимурад Омарович
Гаджимурад Омарович Омаров (род. 9 августа 1994, Урахи, Дагестан) — российский и азербайджанский борец вольного стиля. Мастер спорта России международного класса.

## Биография
Гаджимурад Омаров тренируется в Азербайджане, до этого тренировался на базе ГБУ ДО РД ДЮСШ «Урожай», который назван именем знаменитого политика Гамида Гамидова.
В борцовскую среду Гаджимурада Омарова привлек отец Омар Абдуразакович Омаров, который является мастером спорта СССР по вольной борьбе, двукратным чемпионом СССР (по юниорам и по молодёжи), в дальнейшем его тренировали мастера спорта Шамиль Гереев и Садрудин Айгубов. В настоящее время выступает за сборную Азербайджана. В 2017 году выиграл чемпионат Европы до 23 лет в городе Сомбатхей, Венгрия.

## Спортивные результаты
- Первенство Европы по борьбе среди кадетов 2011 — ;
- Первенство Европы по борьбе среди юношей 2013 — ;
- Первенство мира по борьбе среди юношей 2013 — ;
- Чемпионата Европы по борьбе U23 2018 — ;
- Чемпионата Европы по борьбе U23 2019 — ;
- Чемпион Азербайджана по вольной борьбе 2017 — ;
- Кубок мира по вольной борьбе 2018 (команда) — ;
- Чемпион Азербайджана по вольной борьбе 2021 — ;